# 容城県
容城県（ようじょう-けん）は中華人民共和国河北省保定市に位置する県。

## 歴史
前漢により設置された。224年（黄初5年）、三国時代魏により廃止となり范陽県に編入されたが、西晋により再設置された。南北朝時代には北斉により廃止となり范陽県に編入された。
唐朝が成立すると622年（武徳5年）に遒県として再設置、699年（聖暦2年）に全忠県、706年（神龍2年）に遒県、742年（天宝元年）に容城県と改称された。
五代十国時代には後周により廃止されたが、宋朝が成立すると再設置されている。明初には容城県は廃止とされ管轄区域は雄州の直轄とされたが、1380年（洪武13年）に再設置された。
1958年、容城県は廃止とされ徐水県に編入されたが、1962年に再設置され現在に至る。2017年には雄県、安新県とともに国家級新区・雄安新区の対象区域となった。

## 行政区画
- 鎮:容城鎮、小里鎮、南張鎮、大河鎮、晾馬台鎮
- 郷:八于郷、賈光郷、平王郷